# وان سوقومونیان
وان مارتینی سوقومونیان (ارمنی: Վան Մարտինի Սողոմոնյան؛ زادهٔ ۳ اوت ۱۹۳۷ - درگذشته ۵ ژوئن ۲۰۲۴) نقاش و سفالگر اهل ارمنستان بود.

## زندگی‌نامه
وی در ۳ اوت ۱۹۳۷ در تفلیس به دنیا آمد و از انستیتو دولتی هنری و نمایشی ایروان فارغ‌التحصیل گشت. لیلیت سوقومونیان دختر وی بود. سوقومونیان عضو اتحادیه نقاشان ارمنستان است. وی برنده جوایزی همچون مدال موسس خورناتسی است. وی در ۵ ژوئن ۲۰۲۴ در سن ۸۶ سالگی در ایروان درگذشت.

## نگارخانه

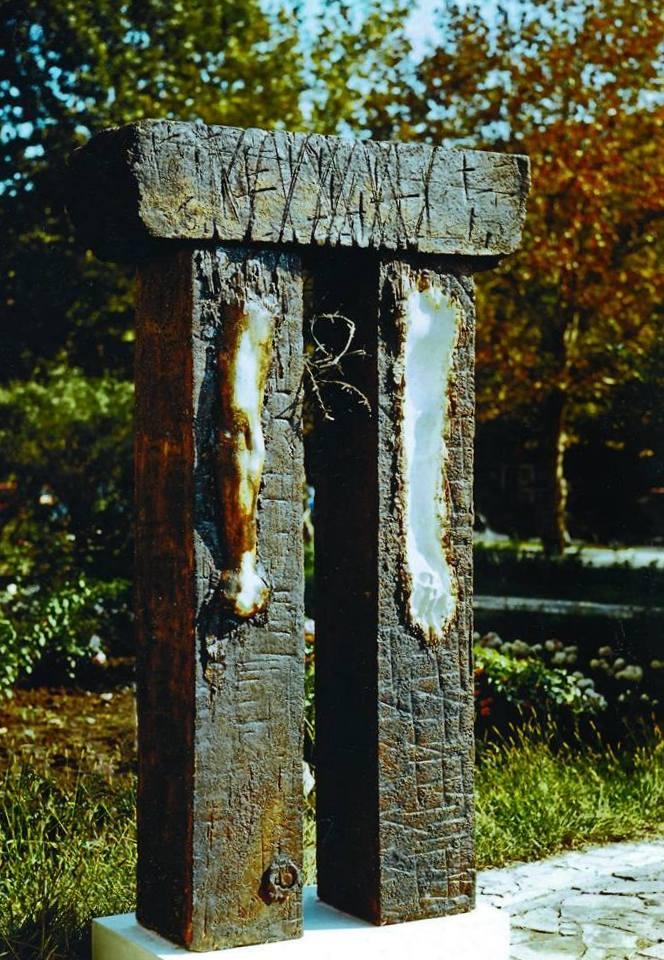
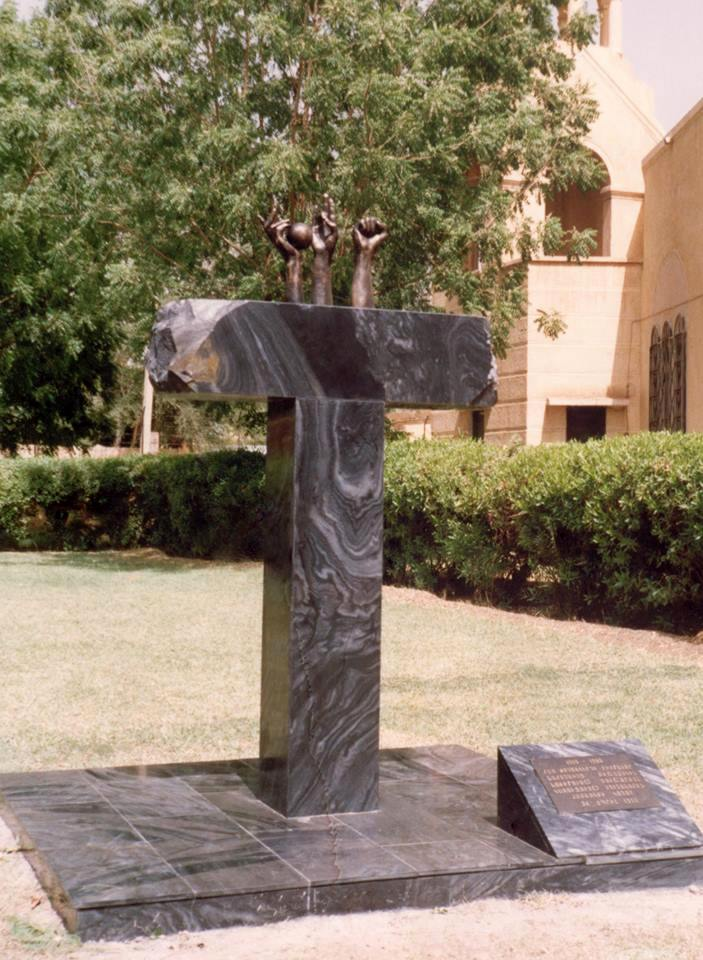
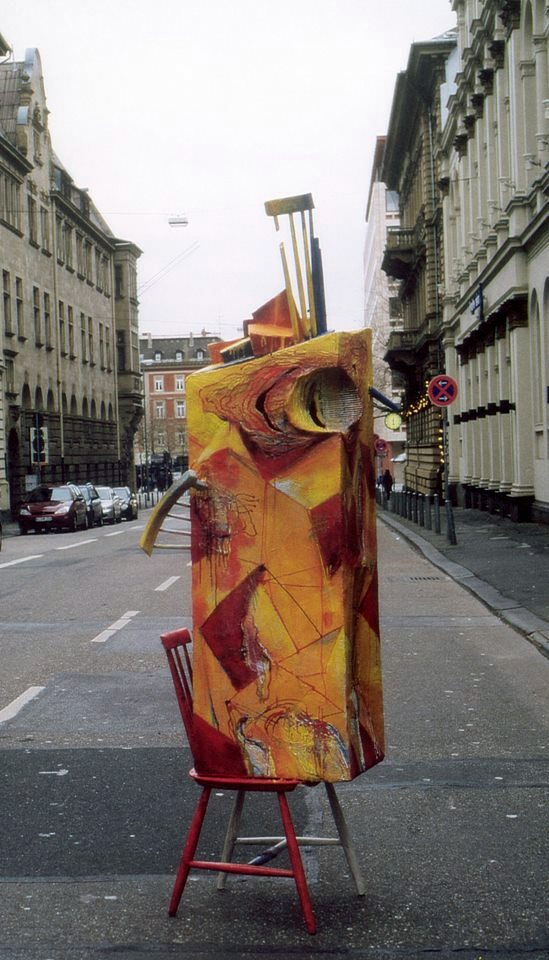
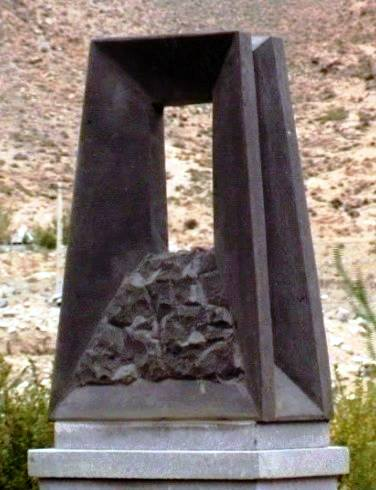
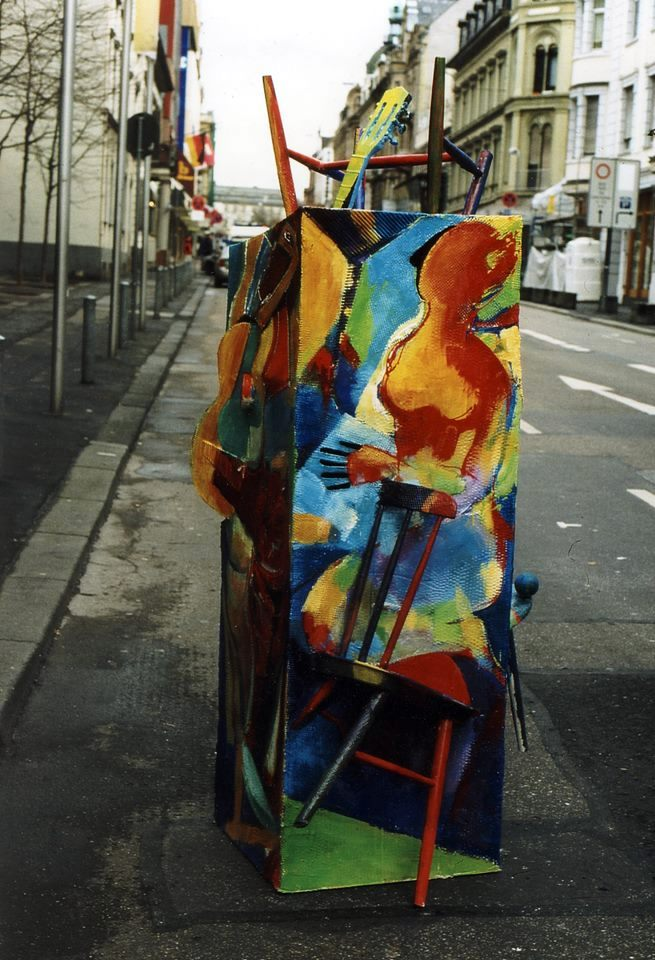
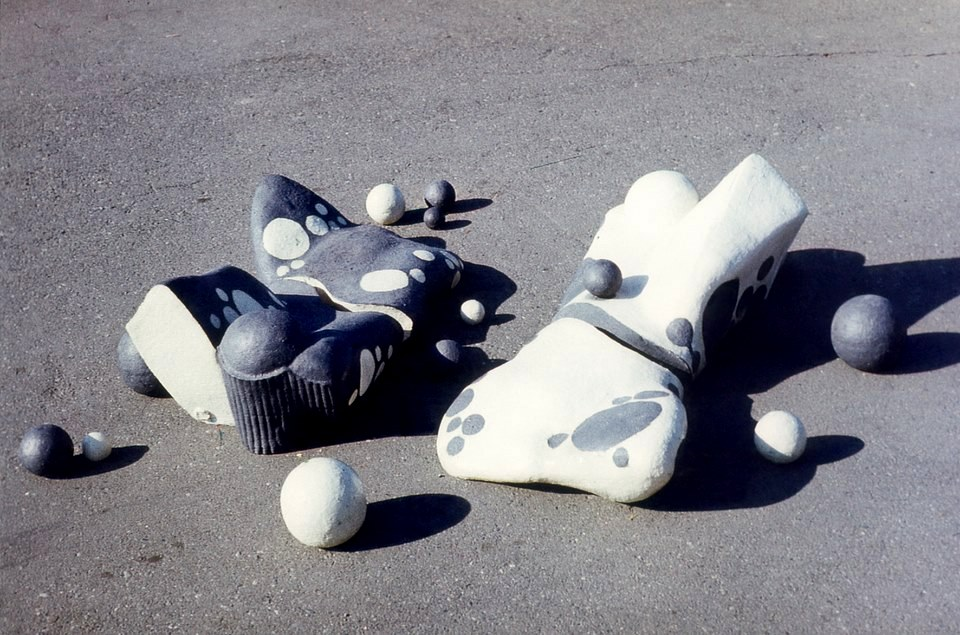
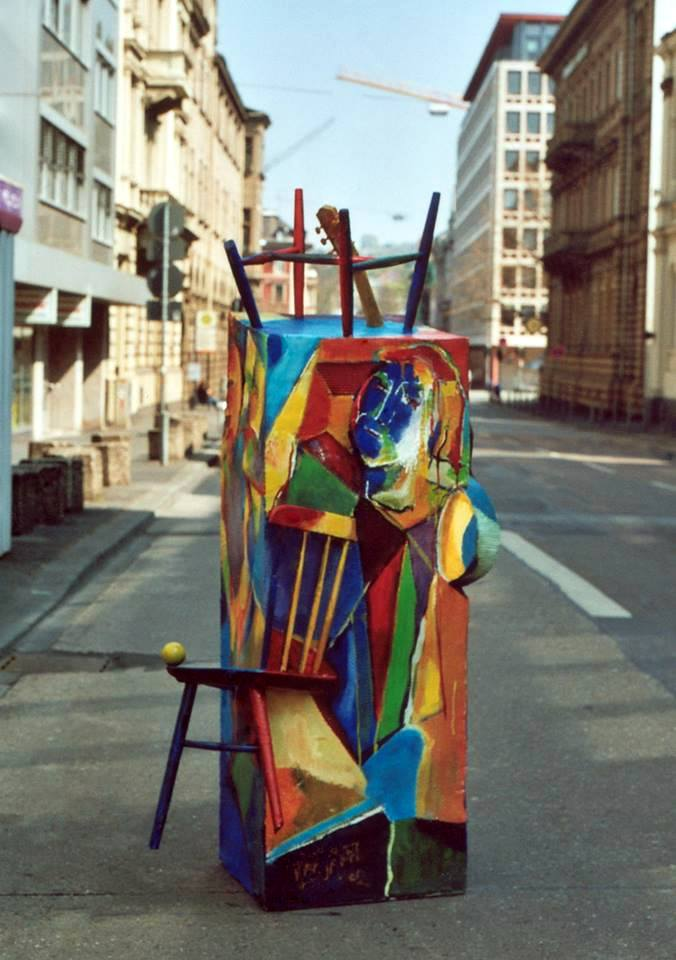